# Порзамка
Порзамка — деревня  в Вязниковском районе Владимирской области России, входит в состав муниципального образования «Город Вязники».

## География
Деревня расположена на берегу озера в пойме реки Клязьма в 13 км на север от Вязников.

## История
До революции деревня являлась центром Рыловской волости Вязниковского уезда. Население в 1859 году - 168 чел.

## Население
| 1859 | 1905 | 1926 | 2002 | 2010 | 2021 |
| ---- | ---- | ---- | ---- | ---- | ---- |
| 168  | ↘164 | ↘146 | ↘10  | ↘0   | ↗1   |